# Song Sang-hyun
Dans ce nom coréen, le nom de famille, Song, précède le nom personnel.
Song Sang-hyun (en coréen : 송상현), né le 21 décembre 1941 à Séoul, est un avocat sud-coréen.

## Biographie

### Jeunesse et études
Diplômé de l'université nationale de Séoul.

### Carrière juridique
En février 2003, il a été élu parmi les premiers juges de la Cour pénale internationale, pour une durée de trois ans. Il parle Coréen, Anglais et Français.
Il a endossé le statut de président de la Cour pénale internationale du 11 mars 2009 jusqu'au 11 mars 2015. Il a succédé à Philippe Kirsch et est lui-même remplacé par Silvia Fernández de Gurmendi.